# Число
Вижте пояснителната страница за други значения на Число.
Числото представлява абстрактно математическо понятие за означаване на количество, броене и измерване. Като математически обект числото изразява идеите за брой и ред в зависимост от контекста му на употреба. С числата може да се извършват различни операции, като събиране, изваждане, умножение, деление, степенуване и др. Тези операции се изучават в аритметиката и алгебрата.
Числата обикновено се изписват със символи, предназначени за тази цел и наричани цифри.

## Означения
В езика числата се обозначават със специални части на речта, наречени числителни имена. В писмена форма за означаване на числата обикновено се използват знаци, наричани цифри, които могат да бъдат специално предназначени за тази цел (например арабските цифри 0, 1, 2, 3, 4, 5, 6, 7, 8, 9) или да имат и друго предназначение (например римските цифри I, V, X, L, C, D, M, които са букви и се използват също за записване на думи).
Системата от правила, по които цифрите съставят числови записи, се нарича бройна система. При римските цифри и подобните системи, основани на гръцката азбука и кирилицата, стойността, означавана от дадена цифра, зависи не само от нейното положение, но и от съседните цифри. За разлика от тези системи, при позиционните числената стойност на отделната цифра се определя само от нейното положение, като в общ вид числата се означават така:
{\displaystyle (a_{n}a_{n-1}...a_{1}a_{0},a_{-1}a_{-2}...a_{-(m-1)}a_{-m})_{b}=\sum _{k=-m}^{n}a_{k}Q^{k},}
където b е основата на бройната система, ak е k-тата цифра на числото.
В наши дни най-широко разпространение има позиционната бройна система с основа 10, използваща десетте арабски цифри. При изписването на естествени числа в десетична система най-дясната цифра има тежест 1, а всяка друга цифра има десет пъти по-голяма тежест от разположената вдясно от нея. Отрицателните числа се обозначават с добавяне на знака минус (−) вляво от поредицата цифри.
Други основи, които се използват в особени случаи, например в изчислителната техника, са 16, 8, 2. При шестнадесетичната система обикновено се използват арабските цифри, като към тях се добавят шест цифри, съвпадащи с първите букви на латиницата: A, B, C, D, E, F.

## Класификация
| Естествени числа | 1, 2, 3, 4, ...                                                   |
| Цели числа       | ..., −5, −4, −3, −2, −1, 0, 1, 2, 3, 4, 5, ...                    |
| Рационални числа | a/b, където a и b са цели числа и b е различно от нула            |
| Реални числа     | Крайните и безкрайните десетични дроби.                           |
| Комплексни числа | a + bi, където a и b са реални числа, а i е квадратен корен от −1 |

### Естествени числа
Най-добре познатите числа са естествените, използвани при броене: едно, две, три и така нататък. Традиционно редицата на естествените числа започва с 1, но през 19 век в теорията на множествата, а и в други области на математиката, нула, мощността на празното множество, също започва да се включва в множеството на естествените числа. В наши дни различни източници използват две различни дефиниции на това множество – със или без нула. Множеството на естествените числа се обозначава с {\displaystyle \mathbb {N} }.
В теорията на множествата, която може да служи за аксиоматична основа на съвременната математика, естествените числа могат да се разглеждат като класове от еквивалентни множества. Например, числото три може да се разглежда като класът от всички множества, които имат точно три елемента. От друга страна, в аритметиката на Пеано числото три се представя като sss0, трети наследник на 0. Възможни са и много други представяния.

### Цели числа
Множеството на целите числа включва естествените числа (включително нула) и целите отрицателни числа – целите числа, сборът на които с естествено число е нула (например, за отрицателното число −7 сборът 7 + (−7) = 0). Множеството на целите цисла се обозначава със {\displaystyle \mathbb {Z} } (от немски: Zahl, „число“).
Множеството на целите числа образува пръстен с операциите събиране и умножение.

### Рационални числа
Рационално число се нарича такова число, което може да бъде изписано като деление на две цели числа. Те могат да бъдат изразени като частно на целочислено делимо и ненулев целочислен делител. Рационалните числа обикновено се представят като обикновени дроби:
{\displaystyle m \over n\,}
където m представлява брой еднакви части, а n – броят такива части, които образуват единица.
Множеството на рационалните числа се означава с {\displaystyle \mathbb {Q} }. То включва всички цели числа, тъй като всяко цяло число може да бъде записано като дроб със знаменател 1. Q е изброимо множество – на всеки елемент на Q може да се съпостави естествено число. Равномощността на множеството на рационалните числа Q с множеството на естествените числа N е доказана от Георг Кантор (1845 – 1918) с помощта на неговия диагонален метод.

### Реални числа
Множеството на реалните числа включва всички рационални числа, както и дробите, които не могат да бъдат представени като частно на цели числа и които се наричат ирационални числа. Всяко реално число съответства на точка от числовата ос. Множеството им се бележи с {\displaystyle \mathbb {R} }.
Реалните числа обикновено се представят като десетични дроби, като рационалните числа са или крайни (например, 1/2 = 0,5), или безкрайни, но периодични дроби (например, 1/3 = 0,33333... = 0,(3)). От друга страна, ирационалните числа са безкрайни дроби, при които няма периодичност (например, π = 3.14159265358979). По тази причина те не могат да бъдат записани като десетична дроб, освен със закръгление.
В абстрактната алгебра всяко пълно наредено поле е изоморфно с множеството на реалните числа, но реалните числа не представляват алгебрически затворено поле.

### Комплексни числа
Множеството на реалните числа може да се разшири до {\displaystyle \mathbb {C} {}} — множеството на комплексните числа.
Комплексните числа се делят на две множества – алгебрични и трансцендентни числа. Алгебричните числа, за разлика от трансцендентните, са корени на ненулеви полиноми с целочислени коефициенти. Например {\displaystyle {\sqrt {2}}} е алгебрично число, тъй като е корен на полинома {\displaystyle x^{2}-2}. Числа като пи и неперовото число са трансцендентни.
Комплексното число е израз от вида a+bi, където a и b са реални числа, а i е имагинерната единица, за която е вярно че i2 = −1. a и b се наричат реална и имагинерна част на числото. Например числото 3 + 2i има реална част 3 и имагинерна част 2. Реалните числа могат да се представят като комплексни с имагинерна част 0, например 2 = 2 + 0i. Комплексните числа могат да се събират, изваждат, умножават и делят също като реалните.

### Хиперкомплексни числа
Комплексните числа също могат да бъдат разширени до кватерниони, чието умножение обаче не е комутативно. Кватернионите могат да се разширят до октониони, но при тях се губи и асоциативността.